# Conus princeps
Espèce
Statut de conservation UICN

 LC  : Préoccupation mineure
L'espèce Conus princeps est un mollusque appartenant à la famille des Conidae.

## Répartition
Côtes ouest des Amériques.

## Description
- Longueur : 9 cm.